# Нгерчелчус
Нгерчелчус (енгл. Mount Ngerchelchuus) је највиши врх Палауа који се налази на граници држава Нгардмау и Нгаремленгуи. Налази се на острву Бабелдаоб и висок је 242 метара надморске висине.